# Aciachne pulvinata
Aciachne pulvinata är en gräsart som beskrevs av George Bentham. Aciachne pulvinata ingår i släktet Aciachne och familjen gräs. Inga underarter finns listade i Catalogue of Life.